# Tamae Watanabe
Tamae Watanabe (jap. 渡辺 玉枝, Watanabe Tamae; * 21. November 1938 Präfektur Yamanashi) ist eine japanische Bergsteigerin.
Nach ihrem Abschluss an der Kurzzeituniversität Tsuru arbeitete sie als Angestellte in einer Gemeindeverwaltung der Präfektur Kanagawa. In dieser Zeit begann sie mit dem Bergsteigen. 1977 bestieg sie den Mount McKinley. Es folgten der  Mont Blanc, der Kilimandscharo und der Aconcagua.
Nach ihrer Pensionierung kehrte sie in ihre Heimat zurück und bestieg im Mai 2002 als damals älteste Frau den Mount Everest. Zehn Jahre später, im Mai 2012, stellte sie diesen Weltrekord selbst ein, indem sie erneut, nun im Alter von 73 Jahren, den Mount Everest bestieg. 2004 wurde sie mit dem „Uemura Naomi Bōkenshō“ (植村直己冒険賞) ausgezeichnet.